# Diana di Cordona
Diana di Cordona (nacido en 1499 en Italia, fallecido a partir de 1550 en Sicilia) — criada italiana de la reina de Polonia Bona Sforza. 
Fue amante del rey de Polonia Segismundo II Augusto Jagellón y Cesare I Gonzaga. En 1550 deja Polonia y se va a Sicilia.